# Eutrichota conscripta
Eutrichota conscripta är en tvåvingeart som först beskrevs av Huckett 1944.  Eutrichota conscripta ingår i släktet Eutrichota och familjen blomsterflugor. Inga underarter finns listade i Catalogue of Life.